# جينو بيانكو
جينو بيانكو (بالبرتغالية: Gino Bianco؛ بالإيطالية: Gino Bianco) هو سائق سيارة سباق ومهندس إيطالي وبرازيلي، ولد في 22 يوليو 1916 في ميلانو في إيطاليا، وتوفي في 8 مايو 1984 في ريو دي جانيرو في البرازيل.

## وصلات خارجية
- جينو بيانكو على موقع أرشيف الشارخ.
- جينو بيانكو على موقع DriverDB.com (الإنجليزية)